# 裴格林
裴格林（1989年1月1日—），韓國女演員。2006年通过电视剧《玉琳成長日記3》出道，此后参演《原來是美男》《朋友，我們的傳說》《佳李純信》《現在很美麗》《雉岳山怪談》等多部作品。

## 演出作品

### 電視劇
- 2006年：KBS《玉琳成長日記3》饰演 裴格林
- 2008年：MBC《大韓民國的律師》
- 2008年：OCN《女师傅一体》
- 2009年：MBC《朋友，我們的傳說》飾演 朴善愛
- 2009年：SBS《原來是美男》飾演 小百合
- 2010年：tvN《不可思議愛上你》飾演 福順怡
- 2010年：SBS《微笑，媽媽》飾演 白玫瑰（特別演出）
- 2011年：SBS《49天》飾演 朴瑞雨
- 2012年：tvN《我的星座男友》飾演 吳海蘿
- 2013年：KBS《最佳李純信》飾演 申怡靜
- 2013年：MBC《握住我的手》飾演 吳申熙
- 2016年：MBC《獄中花》飾演 佳菲（「獄女」的生母）
- 2019年：TV朝鲜《Leverage：詐騙操作團》
- 2021年：TV朝鮮《Uncle》飾演 金英雅
- 2021年：tvN《不可殺：永生之靈》
- 2022年：KBS《現在很美麗》飾演 蘇盈恩（特別演出）
- 2022年：KBS《颱風的新娘》飾演 洪祖兒
- 2023年：MBC《Numbers：大廈之林的監視者們》飾演 鄭詩英
- 2024年：tvN《和我老公結婚吧》飾演 夏睿知

### 电影
- 2015年：《黑手》饰演 郑柔美
- 2020年：《相遇的广场》（만남의 광장）
- 2023年：《雉岳山怪談》飾演 崔秀雅

### MV
- 2009年：Miss $《這是什麼愛情》
- 2010年：As One《獨白》

## 外部連結
- 裴格林的Instagram帳戶
- 裴格林在NAVER上的资料